# Ku Hjon-suk
Ku Hjon-suk (* 28. května 1969) je bývalá korejská zápasnice-judistka.

## Sportovní kariéra
Připravovala se na univerzitě v Jonginu. V jihokorejské reprezentaci se pohybovala od konce osmdesátých let dvacátého století. V roce 1992 vybojovala kvalifikaci na olympijské hry v Barceloně. Ve čtvrtfinále porazila favorizovanou Britku Diane Bellovou po verdiktu sudích na praporky. V semifinále nestačila v boji na zemi na Francouzku Catherine Fleuryová a obsadila konečné 5. místo, když podlehla Rusce Jeleně Petrovové. Po olympijských hrách vypadla z užšího výběru reprezentace.

## Výsledky
| Turnaj            | 1990             | 1991             | 1992             |  |
| Turnaj            | 21               | 22               | 23               |  |
| Turnaj            | polostřední váha | polostřední váha | polostřední váha |  |
| ----------------- | ---------------- | ---------------- | ---------------- |  |
| Olympijské hry    |                  |                  | 5.               |  |
| Mistrovství světa |                  | —                |                  |  |
| Asijské hry       | —                |                  |                  |  |
| Mistrovství Asie  |                  | 2.               |                  |  |
| Akademické MS     | 1.               |                  |                  |  |